# 宇宙创世纪
《宇宙创世纪》是一款由ASCII制作和发行的射击类游戏。 游戏后移植至其他平台。本游戏于1986年12月23日在日本地区FC游戏机发行。1987年9月在北美地区发行。
本游戏为第一人物射击类游戏。玩家在外太空控制着战舰，需要将敌人全部消灭。